# ERATO
ERATO  (Exploratory Research for Advanced Technology) est l'un des programmes des Strategic Creative Research Programmes de l'Agence japonaise pour la science et la technologie (JST). ERATO est un foyer d'inconduite en matière de recherche, avec le projet de complexe nucléaire de Kato, le projet de champ de micro-réaction dynamique de Shikata, le projet de nanocarbone moléculaire d'Itami, etc. Itami Molecular Nanocarbon Project", etc., et est devenu un foyer d'inconduite en matière de recherche et d'irrégularités de financement.

## Aperçu
La recherche fondamentale axée sur la résolution de problèmes dans des domaines scientifiques et technologiques prioritaires est encouragée dans le but de créer de nouvelles technologies qui répondent aux besoins de la société et de l'industrie, ce qui conduira à la création de futures innovations scientifiques et technologiques.
Un directeur de recherche compétent et visionnaire est sélectionné et un centre de recherche est créé, qui fonctionne indépendamment de l'institution existante à laquelle appartient le directeur de recherche. La recherche est menée dans un "système de recherche centré sur les personnes" avec un large éventail de personnel provenant de différentes institutions et disciplines, et les projets portent toujours le nom du directeur de recherche.